# ぺんぎん書房
株式会社ぺんぎん書房（ぺんぎんしょぼう）は、かつて存在した日本の出版社。2005年10月28日、破産宣告し、倒産した。
事業内容は書籍・雑誌の出版およびデジタルコンテンツの企画制作であった。

## 刊行された作品
- 私立彩陵高校超能力部（石田あきら） - 月刊ComicREXに移行。
- ヨイコノミライ!（きづきあきら） - IKKIコミックスに移行。
- モン・スール（きづきあきら） - 描き下ろしを加えガムコミックスプラスより再版。
- 針とオレンジ（きづきあきら）
- ぼくのためのきみときみのためのぼく（きづきあきら）
- 氷が溶けて血に変わるまで（きづきあきら）
- ふたりだけのうた（きづきあきら）
- LA QUINTA CAMERA（オノ・ナツメ） - LA QUINTA CAMERA 〜5番目の部屋〜として、小学館より再版。
- not simple（オノ・ナツメ） - 小学館より再版。
- しこたま（鈴木典孝）
- サカサでnight!（鈴木典孝）
- マルキュウ!（別天荒人）
- あけおめっ!（かずみ義幸）
- 勤務中異状なし（かずみ義幸）
- OZ〜DOROTHY〜（宗田朋+柊ゆたか）
- リリーフ（作：かのう美鶴/画：筱將仁）
- ちえのわ（小だまたけし）
- 新撰組異聞 暴流愚（芦田豊雄） - ホーム社から上下巻で再版。
- ふくふく。（ふる鳥弥生）
- needle（中田ゆみ） 一迅社より再版。
- 密・リターンズ!愛蔵版（八神健） - 週刊少年ジャンプ連載作品。
- バカバカバカ!（おすぎ） - 薔薇族連載に加筆改題。

## 配信
COMIC SEED! - ウェブコミック、単体では黒字であったことからぺんぎん書房倒産後は双葉社にて引き続き配信された。